# بمان (فیلم)
بمان (به انگلیسی: Stay) فیلمی آمریکایی به کارگردانی مارک فارستر و محصول سال ۲۰۰۵ آمریکا می‌باشد و شرکت فاکس قرن بیستم این محصول را به بیرون عرضه کرده‌است. دید کلی فیلم در مورد حقیقت عشق و مرگ می‌باشد.

## خلاصه داستان
داستان فیلم دربارهٔ یک روانی افسرده‌است که دانشجوی رشته نقاشی یک آموزشکده می‌باشد و قصد دارد مانند کریستال لوور نقاش (کسیکه در ۱۸ سالگی تصمیم گرفته بود که در ۲۱ سالگی همه نقاشی‌هایش را بسوزاند و خودکشی کند) می‌خواهد دست به خودکشی بزند و این میان دکتر سام فاستر می‌خواهد او را از این عمل بازدارد و دوست دخترش لایلا که خود نیز قبلاً قصد خودکشی داشته به او کمک می‌کند. در قسمتی از فیلم وقتی روان‌پزشک یعنی دکتر فاستر دست مریض خود هنری لتام را می‌بیند و جای سوختگی‌ها را می‌بیند می‌گوید چرا اینجوری شده و هنری می‌گوید دارم خودم را آماده آتش جهنم می‌کنم.

## بازیگران
| نام           | نقش           |
| ------------- | ------------- |
| یوان مک‌گرگور  | دکتر سم فاستر |
| نائومی واتس   | لایلا         |
| رایان گاسلینگ | هنری لتام     |